# Kakaduor
Kakaduor (Cacatuidae) är en familj bland papegojfåglarna. Den indelas i sju släkten och ett 20-tal arter.

## Utseende
Kakaduorna har mycket gemensamt med andra papegojfåglar, som den karakteristiska böjda näbbformen och den zygodaktyla foten med två framåtriktade och två bakåtriktade tår. De skiljer sig morfologiskt från andra papegojor genom sin upprätta fjäderkam på huvudet, de saknar en specifik textur på fjädrarna vilket resulterar i avsaknad av grönt och blått i fjäderdräkten. Vidare har de bland annat gallblåsa och på ländryggen finns det fläckar med puderdun som sitter i par. Andra typiska drag som dräktfärg, kroppsstorlek och ving- och näbbform har utvecklats genom parallell eller konvergent evolution.
Kakaduor är också i allmänhet större än äkta papegojor (dock är till exempel hyacintaran större än de största kakaduorna). Kakaduorna har fjädrar som kan täcka näbbens sidor. Kakaduor finns i flera färger som rosa, svart, orange, vit och grått. Tofsarna brukar dock oftast vara vita eller gula.

## Utbredning
Kakaduorna har en mycket mer begränsad utbredning än äkta papegojor och finns i vilt tillstånd endast i och runt omkring Australien. Många av de mest säregna kakaduaarterna lever på små öar utanför Australien. Därför är också många på grund av sitt ringa antal hotade.

## Beteende
Kakaduor skiljer sig något från övriga papegojor genom att inte vara utpräglade vegetarianer och äter även insekter och insektslarver. Födan består annars övervägande av frukter och frön. Långnäbbad kakadua äter dock även rötter och växtdelar.
Utanför häckningsperioden lever kakaduor sällskapligt, i små grupper eller i stora flockar med flera hundra fåglar. I Australien räknas kakaduor som skadedjur då de attackerar spannmålsodlingar i stora flockar och plundrar dessa.
Liksom andra papegojor kan kakaduor bli mycket gamla. En individ av gultofskakadua (C. galerita) på ett zoo i London blev 82 år gammal.

### Häckning
Enligt de senaste ornitologiska kunskaperna fortplantar sig kakaduor inte uteslutande monogamt, till skillnad från de flesta papegojor som ofta har mycket stark parbildning. De växlar ofta partner efter 1-2 häckningar. Kakaduor häckar i trädhål. Beroende på art varar häckningen 18-30 dagar och ungfåglarna utfodras i 25-120 dagar.

## Status och hot
Över hälften av arterna i familjen anses vara utrotningshotade eller nära hotade. Gulkindad kakadua, sumbakakadua, filippinkakadua och långnäbbad sotkakadua är upptagna som akut utrotningshotade på IUCN:s rödlista och kortnäbbad sotkakadua som starkt hotad. Blåögd kakadua, seramkakadua, glanssotkakadua, hjälmkakadua och vittofskakadua behandlas som sårbara, medan tanimbarkakaduan och palmkakaduan anses vara nära hotade. Alla arter av kakaduor är skyddade av den internationella CITES-överenskommelsen, som innebär att handel med viltfångade exemplar av arter som räknas som hotade eller sårbara är olaglig.

## Kakaduor som husdjur
Kakaduor är krävande att ha som husdjur. Om man ska ha en kakadua så måste man fylla alla de sociala behov som kakaduans flock skulle ha fyllt. Kakaduan behöver dessutom stort utrymme och mycket kärlek. En kakadua behöver en ägare som är kunnig, disciplinerad och konsekvent. Kakaduor är utpräglade flockdjur och behöver ha sin ägare som flockledare, annars känner de sig inte trygga. Otryggheten uttrycker de med skrikande och aggressioner. De har lätt för beteendeproblem som fjäderbitning och konstant skrikande, om ägaren lämnar dem ensamma för mycket. Att köpa en kakadua är ett livsval på grund av kakaduans livslängd. Kakaduor kan också orsaka väldiga skador på möbler och inredning om de inte har något att sysselsätta sig med. De har en stark näbb och starka fötter.
Kakaduor är väldigt intelligenta och kan vara duktiga på att rymma. Men intelligensen gör dem också till oerhört charmiga husdjur och de kan lära sig att göra roliga tricks och härma bland annat mänskligt tal. En tam kakadua som trivs med sin ägare blir kelig och lojal och en ständig källa till glädje och många skratt.

## Systematik
Kakduornas taxonomi har länge varit omdiskuterad. De har i perioder placerats i den stora familjen Psittacidae (tillsammans med den idag ofta urskilda Psittaculidae). Idag har genetiska och morfologiska studier visat att gruppen utgör den distinkta familjen Cacatuidae.

### Arter
Listan nedan följer AviList:
- Släkte Calyptorhynchus
  - Glanssotkakadua (Calyptorhynchus lathami)
  - Rödstjärtad sotkakadua (Calyptorhynchus banksii)
- Släkte Zanda
  - Gulstjärtad sotkakadua (Zanda funerea)
  - Kortnäbbad sotkakadua (Zanda latirostris)
  - Långnäbbad sotkakadua (Zanda baudinii)
- Släkte Nymphicus
  - Nymfkakadua (Nymphicus hollandicus)
- Släkte Probosciger
  - Palmkakadua (Probosciger aterrimus)
- Släkte Callocephalon
  - Hjälmkakadua (Callocephalon fimbriatum)
- Släkte Eolophus
  - Rosenkakadua (Eolophus roseicapillus)
- Släkte Cacatua
  - Inkakakadua (Cacatua leadbeateri)
  - Filippinkakadua (Cacatua haematuropygia)
  - Tanimbarkakadua (Cacatua goffiniana)
  - Salomonkakadua (Cacatua ducorpsii)
  - Västaustralisk kakadua (Cacatua pastinator)
  - Barögd kakadua (Cacatua sanguinea)
  - Långnäbbad kakadua (Cacatua tenuirostris)
  - Vittofskakadua (Cacatua alba)
  - Blåögd kakadua (Cacatua ophthalmica)
  - Seramkakadua (Cacatua moluccensis)
  - Gulkindad kakadua, (Cacatua sulphurea)
  - Sumbakakadua (Cacatua citrinocristata)
  - Gultofskakadua (Cacatua galerita)